# Kościół Matki Bożej Odpoczynku w Rzymie
Kościół Matki Bożej Odpoczynku w Rzymie (wł. Chiesa di Santa Maria del Riposo) – rzymskokatolickie publiczne oratorium maryjne w Rzymie.
Świątynia jest kościołem filialnym parafii św. Piusa V w Rzymie. Znajduje się w prefekturze XXXIII diecezji rzymskiej.

## Lokalizacja
Kościół znajduje się w XIII dzielnicy Rzymu – Aurelio przy skrzyżowaniu via Aurelia i via della Madonna del Riposo.

## Patronka
Patronką świątyni jest Matka Boża Odpoczynku. Pochodzenie tego tytułu nie jest jasne. Jako prawdopodobne wersje jego genezy źródła podają topografię okolicy – kościół położony jest na wypłaszczeniu następującym po stromym podejściu – lub że było to miejsce odpoczynku pielgrzymów, zmierzających via Aurelia do Rzymu.

## Historia
Początki świątyni są niepewne. W jej fundamentach odkryto fragmenty pochodzące prawdopodobnie z czasów Cesarstwa Rzymskiego. Wówczas na tym obszarze znajdowały się winnice i według niektórych badaczy cmentarz.
Pewne informacje o istnieniu kościoła Matki Bożej Odpoczynku pochodzą z 1409. W XV w. była to niewielka, prywatna świątynia z obrazem Matki Bożej, uznawanym za cudowny. W 1561 papież Pius IV, który często odwiedzał to miejsce podczas spacerów poza Watykan, nakazał zburzyć starą kaplicę i na jej miejscu postawić oratorium, które współcześnie jest prezbiterium świątyni. Jego następca Pius V rozbudował budynek o nawę dla wiernych i zakrystię oraz pokrył jego ściany freskami. W latach 1848–1860 dobudowano drugą zakrystię.
Kościół miał wielu właścicieli, aż w 1930 został przekazany wikariatowi Rzymu. Udało się go uchronić przed wyburzeniem podczas zachodzącej w II połowie XX w. intensywnej urbanizacji tych terenów, mających dotychczas charakter wiejski. Był on restaurowany za pontyfikatu Piusa XII, który zatrzymywał się tu podczas podmiejskich spacerów, a także w roku 1997.
Pius XII ułożył modlitwę do Matki Bożej Odpoczynku. 28 października 1979 kościół odwiedził Jan Paweł II.

## Architektura i sztuka
Bryła kościoła składa się półkolistego prezbiterium nakrytego kopułowym sklepieniem, połączonego z małą prostokątną nawą. W prezbiterium znajdują się XVI-wieczne freski przedstawiające Matkę Bożą z Dzieciątkiem i aniołami w ołtarzu głównym oraz po bokach dwóch ewangelistów Łukasza i Jana. W nawie na ścianach znajdują się gabloty z darami wotywnymi, a na posadzce herb Piusa XII.
Na zewnątrz kościół ma proste kształty i niewielką dzwonnicę. Na fasadzie widnieje napis Madonna del Riposo oraz herb Piusa V.

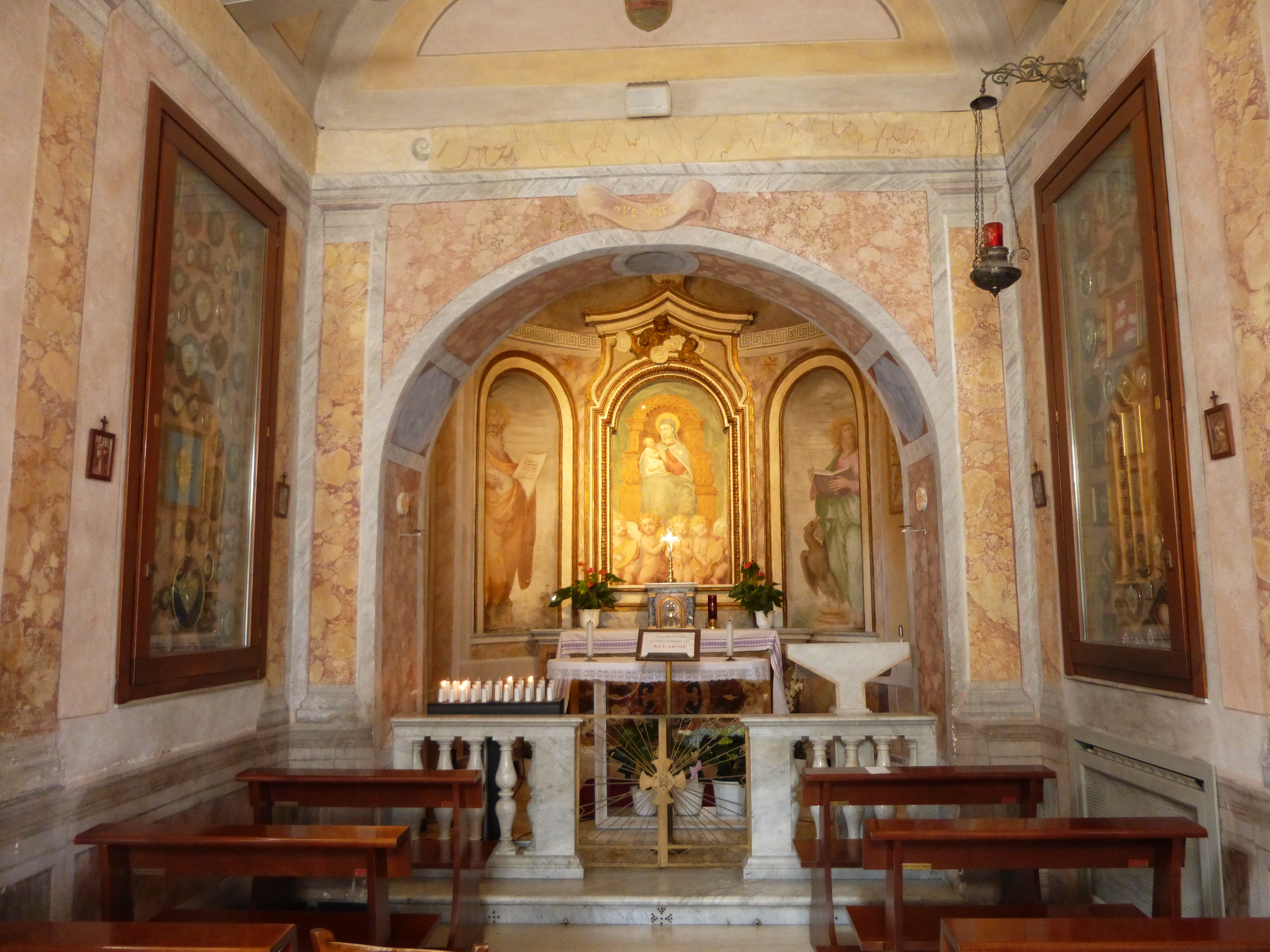
Ołtarz Matki Bożej Odpoczynku